# ستراشنوو
ستراشنوو (به لاتین: Strašnov) یک منطقهٔ مسکونی در جمهوری چک است که در ناحیه ملادا بولسلاو واقع شده‌است.